# Przełączka pod Kogutkiem
Przełączka pod Kogutkiem (słow. Štrbina pod Kohútikom, 2430 m n.p.m.) – przełęcz znajdująca się w południowo-zachodniej grani Ciężkiego Szczytu w słowackiej części Tatr Wysokich. Przełączka pod Kogutkiem oddziela Ciężki Szczyt na północnym wschodzie od Kogutka na południowym zachodzie. Przełęcz ta nie jest dostępna żadnymi znakowanymi szlakami turystycznymi, na jej siodło mają dostęp jedynie taternicy. Przez przełęcz prowadzi jedna z najłatwiejszych dróg na Wysoką – droga przez Pazdury.
Nazwa Przełączki pod Kogutkiem pochodzi bezpośrednio od sąsiadującego z nią Kogutka.
Pierwsze wejścia (w drodze na Wysoką):
- letnie: Adam Asnyk, Jan Gwalbert Pawlikowski, Mieczysław Gwalbert Pawlikowski oraz przewodnicy Józef Fronek, Jakub Giewont, Józef Sieczka i Maciej Sieczka, 27 lipca 1876 r.,
- zimowe: Harry Berceli, Károly Jordán, Johann Franz senior i Paul Spitzkopf senior, 11 kwietnia 1903 r.[1]